# La Part du jeu
Pour plus de détails, voir Fiche technique et Distribution.
La Part du jeu (Darling, How Could You!) est un film américain réalisé par Mitchell Leisen, sorti en 1951.

## Fiche technique
- Titre original : Darling, How Could You!
- Titre français : La Part du jeu
- Réalisation : Mitchell Leisen
- Scénario : Dodie Smith et Lesser Samuels d'après la pièce de J. M. Barrie
- Photographie : Daniel L. Fapp
- Montage : Alma Macrorie et Eda Warren
- Musique : Friedrich Hollaender
- Société de production : Paramount Pictures
- Pays d'origine : États-Unis
- Format : Noir et blanc - 1,37:1 - Mono
- Genre : comédie romantique
- Durée : 96 minutes
- Date de sortie : 1951

## Distribution
- Joan Fontaine : Alice Grey
- John Lund : Dr Robert Grey
- Mona Freeman : Amy
- Peter Hansen : Dr Steve Clark
- David Stollery (en) : Cosmo
- Virginia Farmer : Fanny
- Angela Clarke : Nurse
- Lowell Gilmore : Aubrey Quayne
- Robert Barrat : Mr Rossiter
- Gertrude Michael : Mme Rossiter
- Mary Murphy : Sylvia
- Frank Elliott : Simms
- Billie Bird : Rosie